# Bourguignon (Doubs)
Bourguignon település Franciaországban, Doubs megyében. Lakosainak száma 880 fő (2022. január 1.). Bourguignon Mathay és Pont-de-Roide-Vermondans községekkel határos.

## Népesség
A település népességének változása:
| Lakosok száma | 653  | 754  | 824  | 934  | 954  | 946  | 914  | 894  | 888  | 880  |
|               | 1968 | 1982 | 1990 | 2006 | 2013 | 2015 | 2017 | 2019 | 2020 | 2022 |